# José María Eguren
José María Eguren Rodríguez (Lima, 8 de julio de 1874-Lima, 19 de abril de 1942) fue un poeta, escritor, pintor y fotógrafo peruano. Entre sus obras las más destacadas fueron Simbólicas, La Canción de las figuras, Sombra y Rondinelas.

## Biografía
Nació en Lima el 8 de julio de 1874. Fue hijo de doña Eulalia Rodríguez Hercelles y de don José María Eguren y Cáceda, siendo bautizado el mismo día de su nacimiento en la parroquia San Sebastián. Por su precaria salud, fue un niño de salud frágil y enfermizo. De niño y adolescente pasó largas temporadas en el campo, en la hacienda familiar Chuquitanta de propiedad de su hermano Isaac, ubicada a orillas del río Chillón, lejos de los estragos de la guerra con Chile y sobre todo de la ocupación de Lima por el ejército chileno, lugar que también fue utilizado como reducto de armas por el ejército patriota. El contacto con la naturaleza en Chuquitanta agudizó sus sentidos, lo que luego desarrollaría en su obra poética y literaria. Realizó estudios escolares en el Colegio de la Inmaculada de Lima, de los padres jesuitas, y luego en el Instituto Científico de Lima. Tiempo después continuaría con sus estudios de manera autodidacta, en parte estimulada por su hermano mayor Jorge.
Hacia fines del siglo XIX se trasladaría al distrito de Barranco junto a su madre Eulalia y sus hermanas mayores Susana, Angélica y María Luis quienes permanecieron a su lado y de las que nunca se separaría. Barranco era una tranquila villa-balneario junto al mar y próxima a Lima, donde residirá en paz y sosiego absoluto, donde recibía a sus amigos intelectuales y discípulos como Abraham Valdelomar, José Carlos Maríategui, Martín Adán, Emilio Adolfo Westphalen.
Siendo un lector voraz, primero de escritores y poetas románticos y modernistas, como Julio Herrera y Reissig; y luego de poetas decadentistas y simbolistas europeos, principalmente franceses, como Baudelaire, Verlaine, Mallarmé, pero también D'Annunzio y Edgar Allan Poe; de la literatura para niños (hermanos Grimm, Andersen); y de los grandes maestros del prerrafaelismo y el esteticismo inglés (Ruskin, Rossetti, Wilde). Todos ellos dejaron de alguna manera huella, pero muy asimilada y personal, en su obra de creación y en su pensamiento estético.
Desde temprano, Eguren colabora con poemas en las revistas de la época: en 1899 publica, por consejo de su amigo José Santos Chocano, sus primeros poemas en las revistas Lima Ilustrada y Principios. Luego en publicaciones de la década de 1910, como Contemporáneos, La Noche,  Cultura, Colónida, (revista esta donde recibió homenaje por parte de los poetas Abraham Valdelomar y Alberto Hidalgo); y en los años veinte en Amauta, Mercurio Peruano, Prometeo, Presente, Social, Boletín Bibliográfico de la Universidad de San Marcos, Variedades y Mundial.
Es así que en 1911, animado por sus amigos los poetas Enrique Bustamante y Ballivián, Julio Hernández, y con el entusiasmo del maestro Manuel González Prada, Eguren publica su primer libro capital: Simbólicas, que significó el nacimiento de la Literatura del Perú del siglo XX, poesía peruana contemporánea. El libro fue celebrado por mucho, con algunas excepciones como la de Clemente Palma. En 1916, con la publicación de La canción de las figuras, se cimentó su prestigio, no solo en el Perú sino en Europa y Estados Unidos. 
En marzo de 1918, César Vallejo le hizo una célebre entrevista como corresponsal del semanario Trujillano La Semana, en la que Eguren dice al inicio, entre otras cosas:
"¡Oh, cuánto hay que luchar; cuánto se me ha combatido! Al iniciarme, amigos de alguna autoridad en estas cosas, me desalentaban siempre. Y yo, como usted comprende, al fin empezaba a creer que me estaba equivocando. Sólo, algún tiempo después, celebró González Prada mi verso".|{{Desde Lima: Con José María Eguren}}
Se dedicó también, intensa y continuamente, a la pintura, y fue un artista plástico de gran interés que plasmó en sus acuarelas y dibujos, las figuras y motivos enigmáticos de su misma poesía. De hecho, participó tempranamente en una exposición en el año de 1892. Su obra plástica fue alabada, entre otros, por el crítico más importante de la época: Teófilo Castillo. Eguren también se dedicó a la fotografía, para lo cual construyó una pequeña cámara fotográfica hecha de un tintero, con la que retrató a amigos y familiares.
En 1928, Martín Adán publica "La Casa de Cartón", con dedicatoria "a José María Eguren". En 1929, cuando ya estaba olvidado por el canon occidental|canon literario peruano, la revista Amauta organiza un homenaje a Eguren, en el número 21, en el que colaboran con ensayos y poemas ilustres escritores como José Carlos Mariátegui, quien ya le había dedicado un estudio en su libro "7 ensayos de Interpretación de la Realidad Peruana", Jorge Basadre, Xavier Abril, Gamaliel Churata, Carlos Oquendo de Amat, María Wiesse, entre otros. Además, Mariátegui editó ese mismo año, dentro de su Biblioteca Amauta, el tomo Poesías de Eguren, que era una selección extensa de sus cuatro libros de poemas: a los dos primeros editados por el mismo poeta, se añadían los hasta en ese momento inéditos Sombra y Rondinelas. Tiempo después, el crítico peruano Estuardo Núñez presentó su tesis en la Universidad Nacional Mayor de San Marcos titulada La poesía de Eguren, que luego fue publicado como libro en 1932, y en donde Núñez hace un estudio equívoco sobre la obra poética de Eguren.
Eguren inició en enero de 1930 la publicación de prosas de carácter principalmente ensayísticos en revistas y periódicos de la época (como La Revista Semanal, El Comercio y La Prensa), las cuales luego fueron reunidas bajo el nombre general de Motivos, como fue el título de una de los primeros de aquellos textos, y que se constituye como su último libro redactado en vida, ya que por esos años Eguren ya no escribía poesía.
Gracias a las gestiones de su amigo el poeta José Gálvez Barrenechea y a la sazón Ministro de Instrucción durante la Junta Nacional de Gobierno presidida por David Samanez Ocampo y Sobrino, Eguren aceptó en 1931 el cargo de Director de Bibliotecas y Museos Escolares del Ministerio de Instrucción Pública, cargo que ostentaría por casi una década hasta el año 1940. 

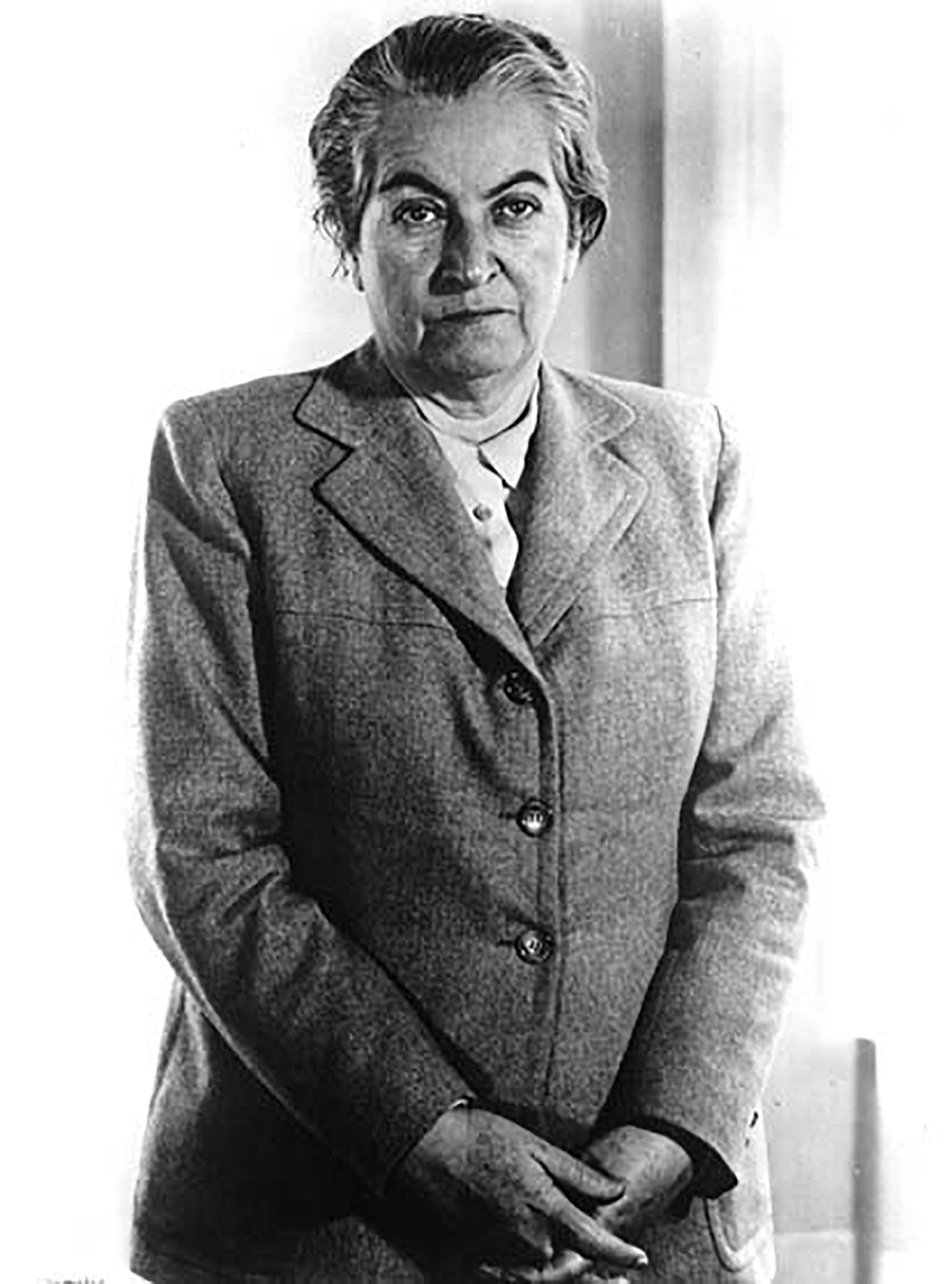
Gabriela Mistral, años '50.

En 1938, recibió la visita, a su paso por Lima rumbo a Nueva York, de la poeta Gabriela Mistral, su fiel admiradora desde Simbólicas.
En junio de 1941, por comunicación de José de la Riva Agüero y Osma, Eguren fue elegido como Miembro de Número de la Academia Peruana de la Lengua. Sin embargo, su precaria salud le impidió la recepción pública de tal designación. El reconocimiento oficial de quienes lo ignoraron durante décadas, llegó al final de su vida, pues moriría un año después.
Hacia fines de la década del veinte el poeta Eguren se trasladó nuevamente al centro de Lima, en donde tuvo varios domicilios, allí fue visitado hasta el fin de sus días por su entrañable amiga la artista plástica Isabel de Jaramillo "Isajara", falleciendo el 19 de abril de 1942. Sus restos descansan en el Cementerio Presbítero Matías Maestro de esta ciudad.

## Características de su obra
José María Eguren es el único representante del Simbolismo en el Perú; es decir, del simbolismo tardío que se desarrolló posteriormente al Modernismo.
En sus trabajos sugiere ambientes irreales cargados de significaciones, liberando al poema de toda connotación objetiva. Su trabajo tiene gran importancia, ya que se considera como el que inaugura la poesía contemporánea en el Perú.
A Eguren se le atribuye uno de los roles más decisivos para la iniciación de la tradición de la poesía moderna peruana, la que después se consolidaría mundialmente con la presencia e influencia que ejerce la profunda e intensa poesía de César Vallejo. Mariátegui dijo de Eguren que "representa en nuestra historia literaria la poesía pura".
- Su poesía está desligada de la realidad.
- Según Mariátegui, "representa en nuestra literatura a la poesía pura; porque su poesía no tiene máculas ideológicas, morales, religiosas o costumbristas e ignora lo erótico y lo civil".
- Con Simbólicas (1911), su primer libro de poesía, inaugura la poesía contemporánea del Perú: "Deja atrás a los melifluos versos románticos y el sonsonete clarinesco del Modernismo".
- Eligió un vocablo preciso y sugerente, lirismo profundo, lenguaje musical, ensueños, visiones infantiles y alucinatorias. Pero la característica principal (de Simbólicas) la constituye su mundo medieval visto a través de lo gótico.

## Obras
Simbólicas (1911),La canción de las figuras (1916) y De simbólicas a rondinelas (1929)

### Poesías

#### Primeras ediciones
- Simbólicas Lima: Tipografía de La Revista, 1911.
- La canción de las figuras. Prólogo de Enrique A. Carrillo. Lima: Tipografía y Encuadernación de la Penitenciaría, 1916.
- Poesías. Incluye: Simbólicas, La canción de las figuras, Sombra y Rondinelas. Lima: Editorial Minerva – Biblioteca Amauta, 1929.

#### Poemas extensos
- "Visiones de enero". Publicado en el Homenaje a la Independencia del Perú, en: revista Mundial, Lima, n.º 167, 27 de julio de 1923.
- Campestre. Introducción y notas de [Ricardo Silva-Santisteban]. Lima: Ediciones de La Rama Florida, 1969

#### Antologías
- Sus mejores poesías. En: Boletín Bibliográfico de la Universidad de San Marcos , Vol. I, n.º 15, Lima, diciembre 1924. Selección de Pedro S. Zulen. Estudio crítico por Enrique Bustamante y Ballivián, pp. 207-224.
- Poesías. Presentación de Manuel Beltroy. Lima: Compañía de Impresiones y Publicidad – Colección Antología Peruana, 1944.
- Poesías escogidas. Selección de Manuel Scorza. Prólogo de José Carlos Mariátegui. Lima: Patronato del Libro Peruano, 1957.
- Antología. Selección. Prólogo y notas de Julio Ortega. Lima: Editorial Universitaria, [1966].
- Primeros poemas: Simbólicas. Anotaciones de Luis Miranda E. Huancayo: Universidad Nacional del Centro del Perú, 1970.
- Antología poética de José María Eguren. Selección y prólogo de Américo Ferrari. Valencia: Dirección de Cultura de la Universidad de Carabobo, 1972.
- Antología poética. Nota y selección de Manuel Mejía Valera. México, D. F.: Comunidad Latinoamericana de Escritores, 1974.
- De Simbólicas a Rondinelas. Antología. Edición de Gema Areta. Madrid: Visor de Poesía, 1992.
- El cazador de figuras. Antología poética. Selección y prólogo de Jorge Eslava. Lima: Ediciones Alfaguara - Serie Roja, 2009. ISBN 978-6124-0390-34
- Antología comentada. Selección, prólogo ("José María Eguren"), cronología y bibliografía de Ricardo Silva-Santisteban. Lima-Ica: Academia Peruana de la Lengua – Biblioteca Abraham Valdelomar, julio de 2012. 766 pp. (Colección Escrito en el Agua; 1). ISBN 978-9972-2993-7-7 [Contiene: "J. M. Eguren", "Esta edición", cronología, una selección de poemas y prosas de sus diversos libros comentados por varios ensayistas peruanos y extranjeros, noticias sobre los ensayistas, y bibliografía de y sobre J. M. Eguren].

#### Obra poética
- Poesías completas. Presentación de Delfín A. Ludeña. Nota preliminar de Jorge Basadre. Estudio crítico de Manuel Beltroy. Barranco, Lima: Colegio Nacional de Varones José María Eguren, 1952.
- Poesías completas. Recopilación, prólogo y notas de Estuardo Núñez. Lima: Universidad Nacional Mayor de San Marcos, 1961.
- Poesías completas y Prosas selectas. Recopilación, introducción y notas de Estuardo Núñez. Lima: Editorial Universo, 1970.
- Obra poética completa. Prólogo de Luis Alberto Sánchez. Lima: Editorial Milla Batres, 1974.
- Obra poética. Motivos. Prólogo, cronología y bibliografía por Ricardo Silva-Santisteban. Caracas: Fundación Biblioteca Ayacucho – Colección Clásica n.º 228, 2005.
- El andarín de la noche. Obra poética completa. Edición, prólogo y notas de Juan Manuel Bonet. Madrid: Huerga y Fierro Editores – Colección Signos, 2008.

### Prosa
- Motivos estéticos. Recopilación, prólogo y notas de Estuardo Núñez. Lima: Universidad Nacional Mayor de San Marcos, 1959.
- La sala ambarina. Lima: Ediciones de La Rama Florida, 1969.
- Poesías completas y Prosas selectas. Recopilación, introducción y notas de Estuardo Núñez. Lima: Editorial Universo, 1970.
- Motivos. Buenos Aires: Editorial Leviatán – Colección Poesía Mayor n.º 14, 1998.
- Obra poética. Motivos. Prólogo, cronología y bibliografía por Ricardo Silva-Santisteban. Caracas: Fundación Biblioteca Ayacucho - Colección Clásica n.º 228, 2005.
- Motivos. Edición, prólogo y notas de Juan Manuel Bonet. Madrid: Huerga y Fierro Editores – Colección Signos Versión Celeste, 2008.
- Motivos. Con 40 fotografías del poeta. Edición y prólogo de Ricardo Silva-Santisteban. Lima-Ica: Biblioteca Abraham Valdelomar - Leonidas Cevallos Editor - Colección Clásicos de la Provincia 6, 2014.

### Obras completas
- Obras completas. Edición, prólogo y notas de Ricardo Silva-Santisteban, Lima: Mosca Azul Editores, 1974. 550 pp. [Incluye: Simbólicas, La canción de las figuras, Sombra, Visiones de enero, Rondinelas, Campestre, poemas no recogidos en libro, poemas circunstanciales, Motivos, La sala ambarina, otras prosas, correspondencia, entrevistas, reseñas de la época y bibliografía de y sobre el autor].
- Obras completas. Edición, prólogo, notas, bibliografía y dirección de la edición por Ricardo Silva-Santisteban. Estudio y catálogo de la obra plástica y fotográfica de Eguren por Luis Eduardo Wuffarden. Fotografías de Daniel Giannoni. Lima: Banco de Crédito del Perú, 1997. 731 pp. (Biblioteca Clásicos del Perú; 7). [Edición aumentada de la publicada en 1974].

### Obras traducida a otros idiomas
- Simboliche. A cura di Roberto Paoli. Edición bilingüe. Bolonia: Il Libri di in Forma di Parole/Marietti, 1991. [Prólogo: “Eguren tra elegia e parodia”, pp. 7-37].